# Gogotkowo
Gogotkowo – nieczynny wąskotorowy przystanek kolejowy w Gogółkowie, w województwie kujawsko-pomorskim.